# That’s Rich
A That’s Rich (magyarul: Ez remek!) Brooke ír énekesnő dala, mellyel Írországot képviselte a 2022-es Eurovíziós Dalfesztiválon Torinóban. A dal 2022. február 4-én, az ír nemzeti döntőben, a The Late Late Eurosongban megszerzett győzelemmel érdemelte ki a dalversenyen való indulás jogát.

## Eurovíziós Dalfesztivál
2022. január 19-én vált hivatalossá, hogy az énekesnő alábbi dala is bekerült a Eurosong elnevezésű nemzeti döntő mezőnyébe. A dal február 5-én megnyerte a nemzeti döntőt, ahol a nemzetközi és szakmai zsűri, valamint a nézői szavazatok együttese alakította ki a végeredményt. Előbbinél és utóbbinál első, míg a szakmai zsűrinél utolsó előtti helyen végzett és összesen 28 ponttal győzött, így az alábbi dallal képviseli Írországot az elkövetkezendő Eurovíziós Dalfesztiválon.
A dalfesztivál előtt Barcelonában, Londonban, Tel-Avivban, Amszterdamban és Madridban, eurovíziós rendezvényeken népszerűsítette versenydalát.
Az Eurovíziós Dalfesztiválon a dalt először a május 12-én rendezett második elődöntőben adták elő fellépési sorrend szerint tizedikként a Ciprust képviselő Andromache Ela című dala után és az Észak-Macedóniát képviselő Andrea Circles című dala előtt. Az elődöntőben a nézői szavazatok és a nemzetközi zsűrik pontjai alapján nem került be a dal a május 14-én megrendezésre került döntőbe. Összesítésben 47 ponttal a 15. helyen végzett.
A következő ír induló a Wild Youth We Are One című dala volt a 2023-as Eurovíziós Dalfesztiválon.